# Tepelice, Bozkır
Tepelice là một xã thuộc huyện Bozkır, tỉnh Konya, Thổ Nhĩ Kỳ. Dân số thời điểm năm 2011 là 113 người.